# Sungi Kulon
Sungi Kulon is een bestuurslaag in het regentschap Pasuruan van de provincie Oost-Java, Indonesië. Sungi Kulon telt 3634 inwoners (volkstelling 2010).